# Eratoneura robusta
Eratoneura robusta är en insektsart som först beskrevs av Knull 1955.  Eratoneura robusta ingår i släktet Eratoneura och familjen dvärgstritar. Inga underarter finns listade i Catalogue of Life.